# Depot von Wauden

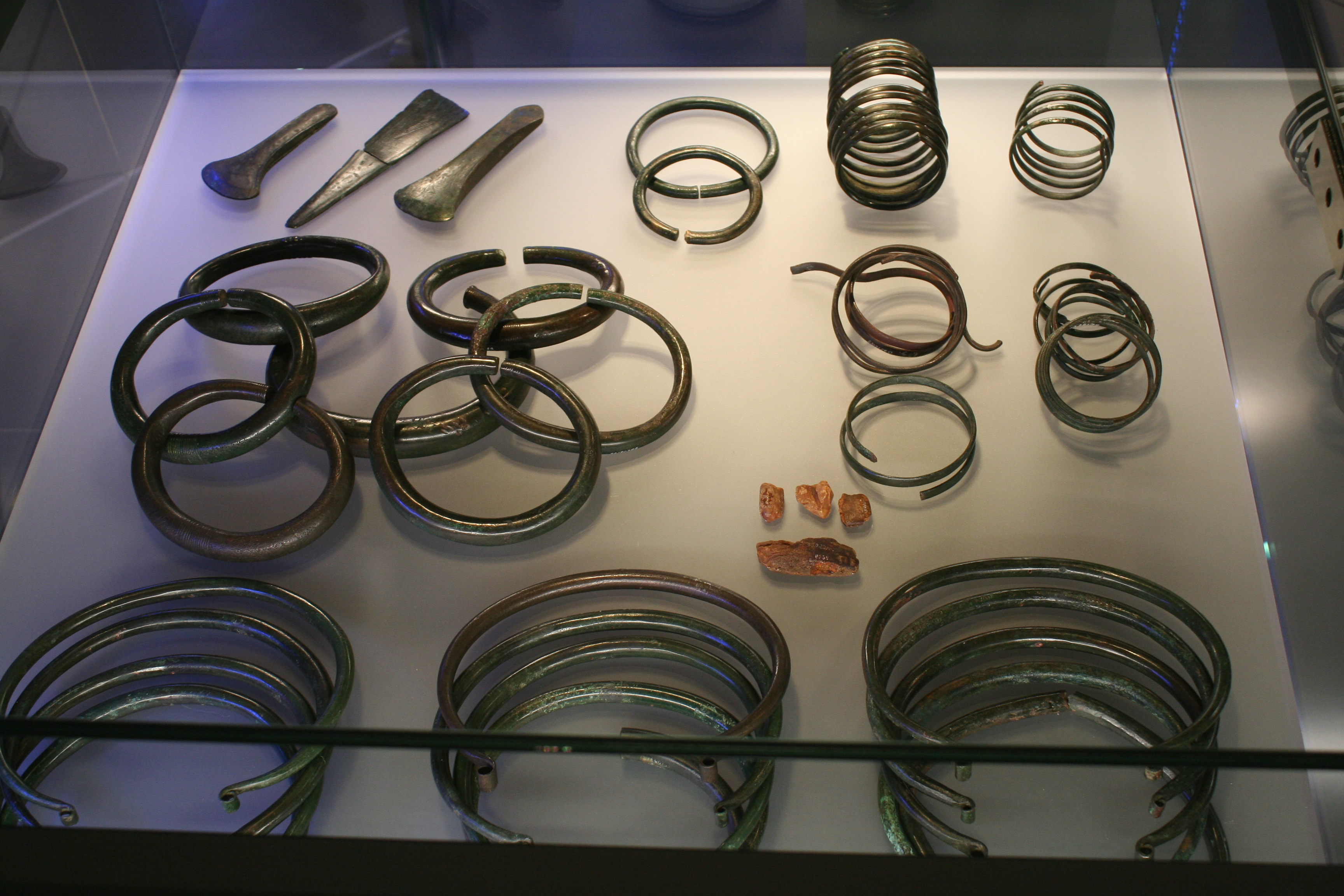
Das Depot von Wauden

Das Depot von Wauden (auch Hortfund von Wauden) ist ein Depotfund der frühbronzezeitlichen Aunjetitzer Kultur aus Wauden, einem Ortsteil von Nossen im Landkreis Meißen (Sachsen). Es datiert in die Zeit zwischen 2200 und 1700 v. Chr. Die erhaltenen Stücke befinden sich heute im Staatlichen Museum für Archäologie Chemnitz.

## Fundgeschichte
Das Depot wurde in der Umgebung von Wauden beim Pflügen auf einem Feld gefunden.

## Zusammensetzung
Das Depot wurde in einem nicht näher beschriebenen Keramikgefäß aufgefunden, das nicht erhalten ist. Dieses enthielt mindestens 33 Gegenstände aus Bronze (neun Armspiralen, eine Dolchklinge, 13 Ösenhalsringe, sechs strichverzierte ovale Ringe, zwei Randleistenbeile, ein Ring und ein Stempelring) sowie Bruchstücke von mindestens vier gelochten Bernstein-Perlen. Weitere Gegenstände sind heute verschollen.